# Ostrysz (1023 m)
Ostrysz (1023 m) –  wzniesienie na Pogórzu Gubałowskim (w Paśmie Gubałowskim). Znajduje się w grzbiecie oddzielającym miejscowości  Dzianisz i Ciche. Nazwa szczytu pochodzi od należącego do Cichego osiedla Ostrysz. Południowo-zachodnie stoki Ostrysza opadają do Dzianiskiego Potoku, północno-wschodnie do potoku Cichy (górny bieg potoku Wielki Rogoźnik).
Ostrysz to kopulaste wzniesienie o łagodnych zboczach, częściowo zalesione. Od sąsiedniego na południowy wschód szczytu Tominów Wierch oddziela go dość głęboka przełęcz (deniwelacja 100 m). Na szczycie Ostrysza znajduje się znak geodezyjny, stąd też wysokość szczytu jest dokładnie zmierzona (1023,1 m). Dzięki odkrytemu terenowi z grzbietu Ostrysza rozciągają się rozległe panoramy widokowe, m,i,n na Tatry Zachodnie i Babią Górę. Z Gubałówki prowadzi na niego polna droga, nadająca się do turystyki rowerowej  i pieszej.
Na wysokości około 830 m na przełęczy między Ostryszem i Cyrhlicą (896 m), znajduje się jedno z nielicznych w Polsce naturalnych stanowisk rzadkiej i chronionej prawnie rośliny – lilii bulwkowatej.

## Szlaki turystyczne
pieszy i rowerowy: Gubałówka – Pałkówka – Słodyczki – Gruszków Wierch – Trzy Kopce – Tominów Wierch –  Ostrysz – Chochołów